# Эс-Сувейра

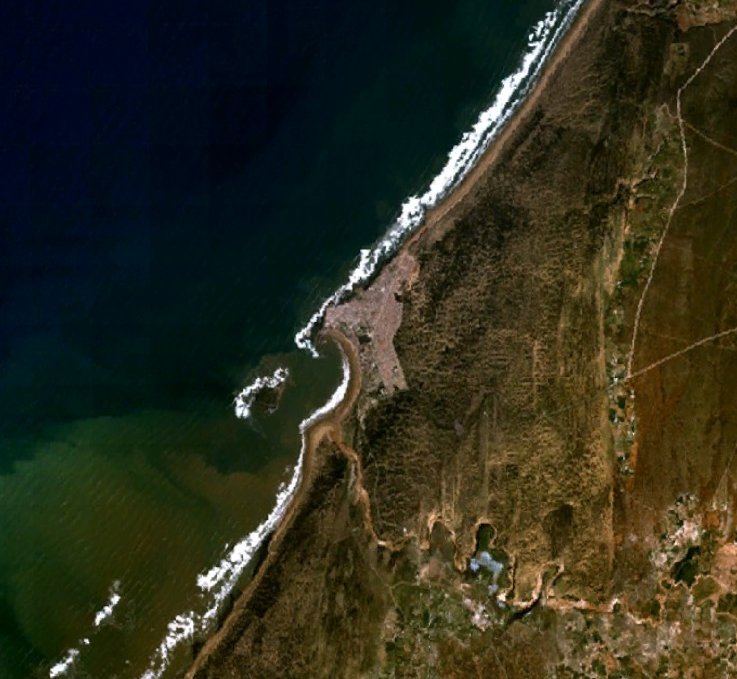
Город на спутниковом снимке

Эс-Суве́йра (араб. الصويرة‎), также Эссауира, бывший Могадо́р — портовый город в Марокко.

## История
Рыболовный порт был известен уже финикийцам в VII веке до н. э., а позже и римлянам. Постепенно порт стал не только пунктом морской торговли, но и переправным пунктом для караванов, а временами и убежищем для морских пиратов.
В 1506 году португальцы начали укреплять город. При султане Мулай Абдельмалеке из династии Саадитов в 1628 году продолжилось строительство крепости. В 1765 году султан из династии Алауитов Мохаммед III бен Абдаллах задумал превратить Могадор в самый крупный порт Марокко того времени. Планировку поручили французскому архитектору Теодору Корню.
В последующих столетиях город укрепил за собой статус важного торгового пункта, пока в 1893 году французские войска не захватили город Тимбукту. В связи с этим многие торговые пути были закрыты, и Могадор потерял былое значение.
В 1960-е — 70-е город стал «меккой» хиппи.
В данный момент Эс-Сувейра является излюбленным местом отдыха для туристов из крупных марокканских городов и европейцев. В городе развита пищевая (в основном рыболовная), а также кожевенная промышленность.

## Культура
- В 2001 году медина города была внесена в список объектов Всемирного наследия ЮНЕСКО
- С 1998 года здесь ежегодно проходит фестиваль музыки гнауа

## Достопримечательности
- Медина
- Скала дю Порт
- Скала де ла Касба
- Пляж Тагарт
- Католическая церковь Вознесения Божьей Матери (действующая)
- Маяк и мечеть Сиди Могдула
- Башня с часами

## Эс-Сувейра в кинематографе
- В 1952 году Орсон Уэллс снял в Могадоре фильм «Отелло».
- В 2004 году для фильма «Царство небесное» в Эс-Сувейре была воссоздана средневековая Мессина.
- В третьем сезоне телесериала «Игра престолов» Эс-Сувейра показана как город Астапор в Заливе работорговцев, где Дейенерис Таргариен покупает рабов для своей армии.
- Выходцами из Эс-Сувейры были родители французского актёра Саида Тагмауи.

## Галерея

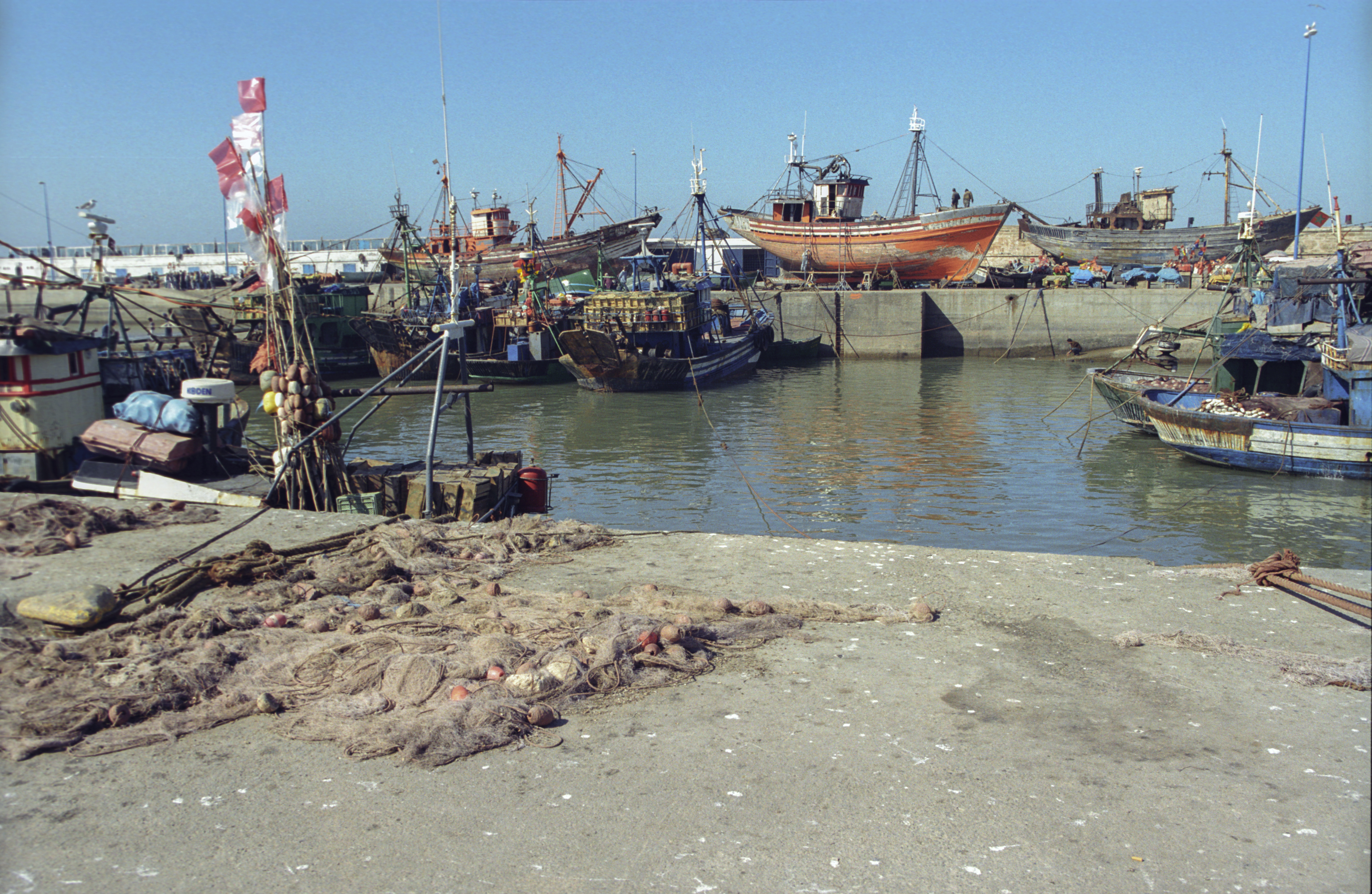
Порт Эс-Сувейры
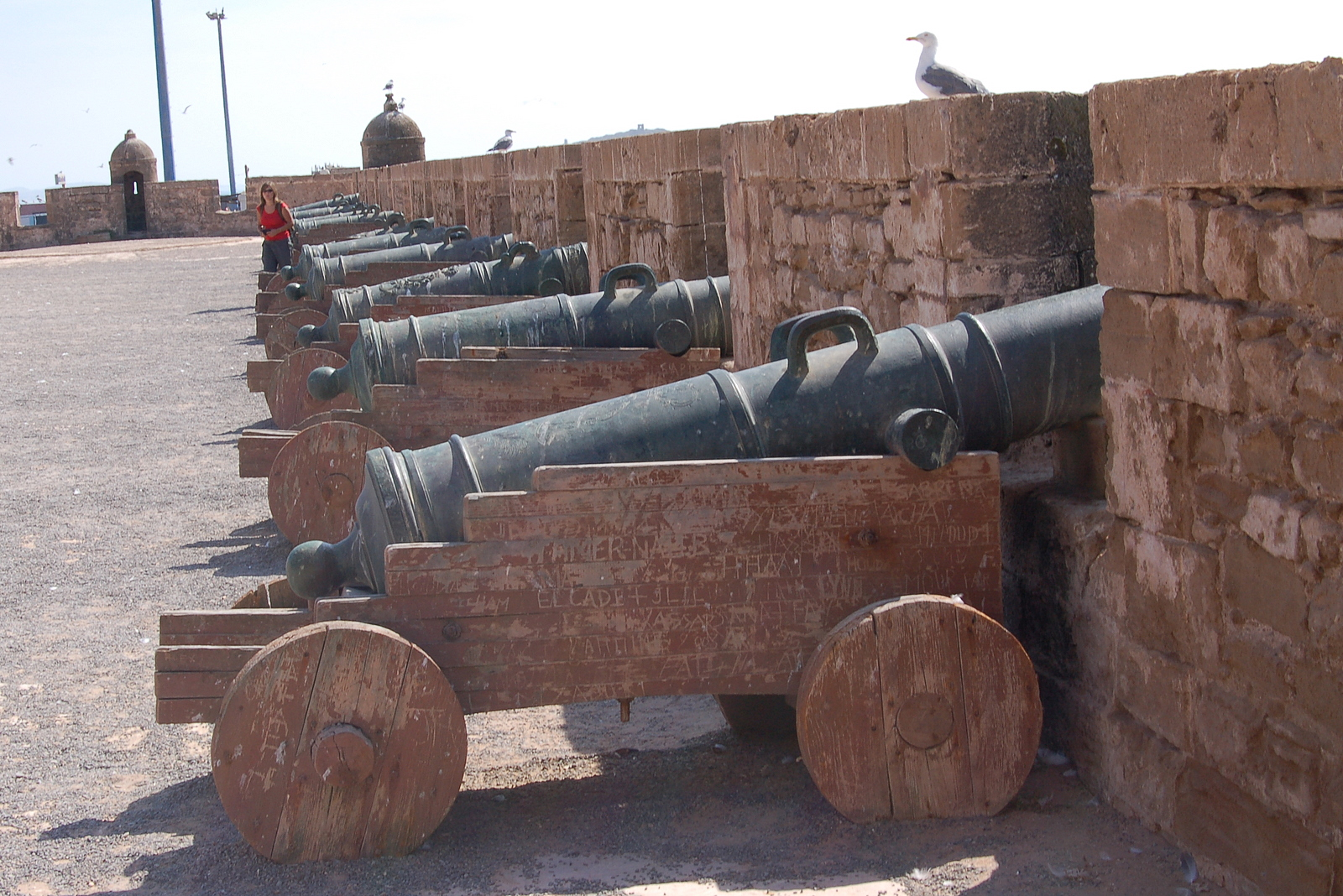
Португальские орудия XVII века
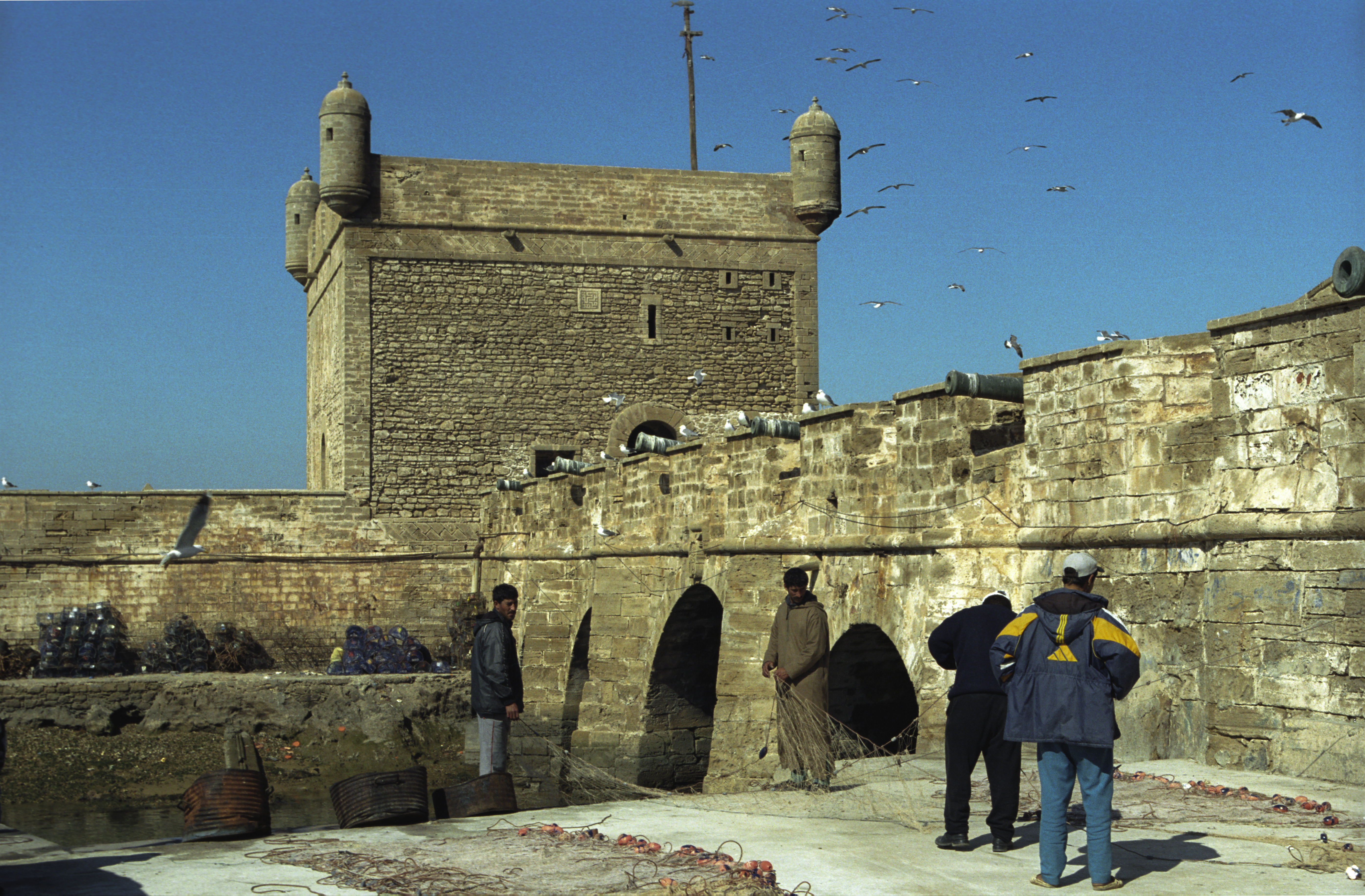
Форт
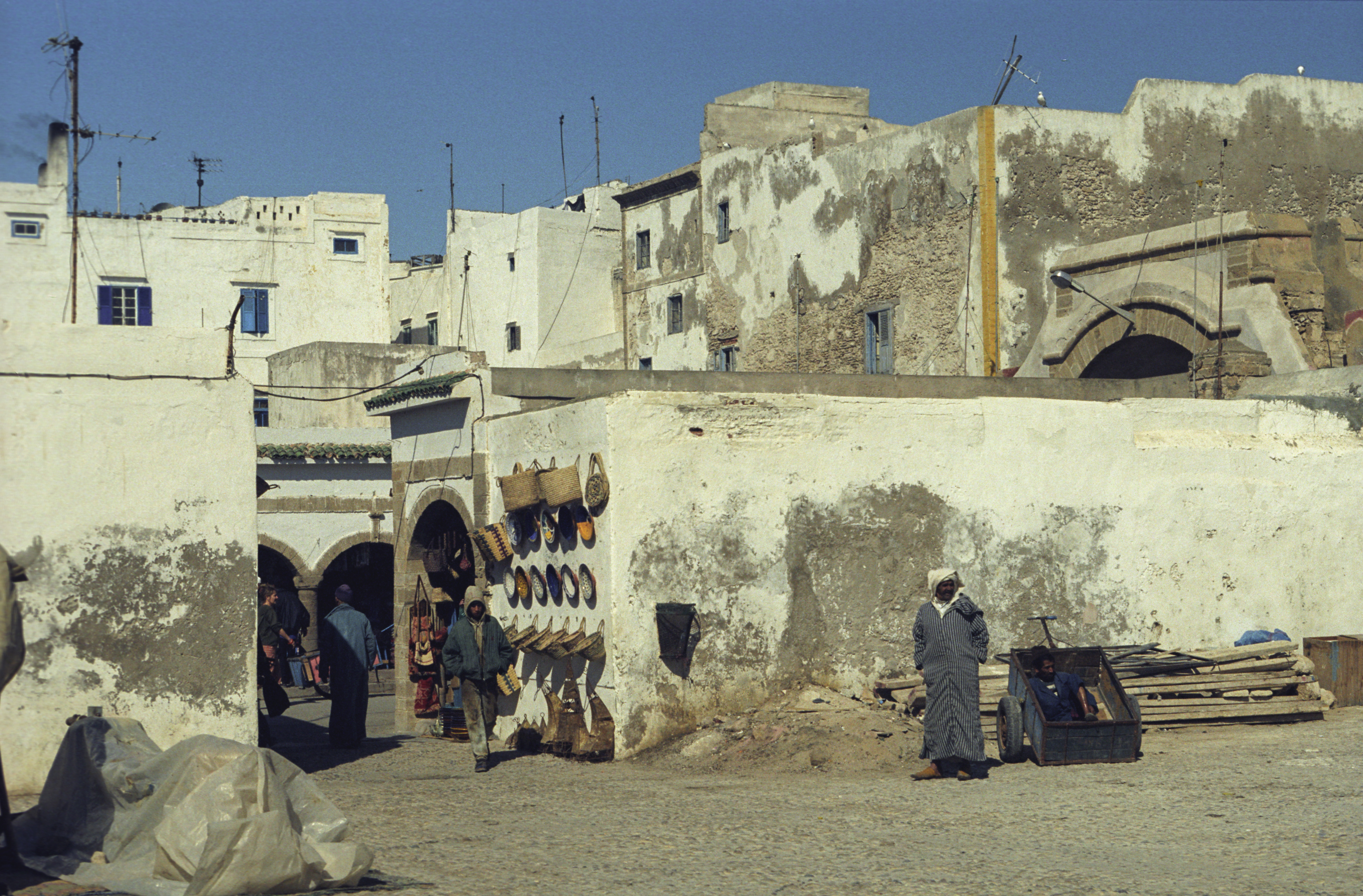
Медина
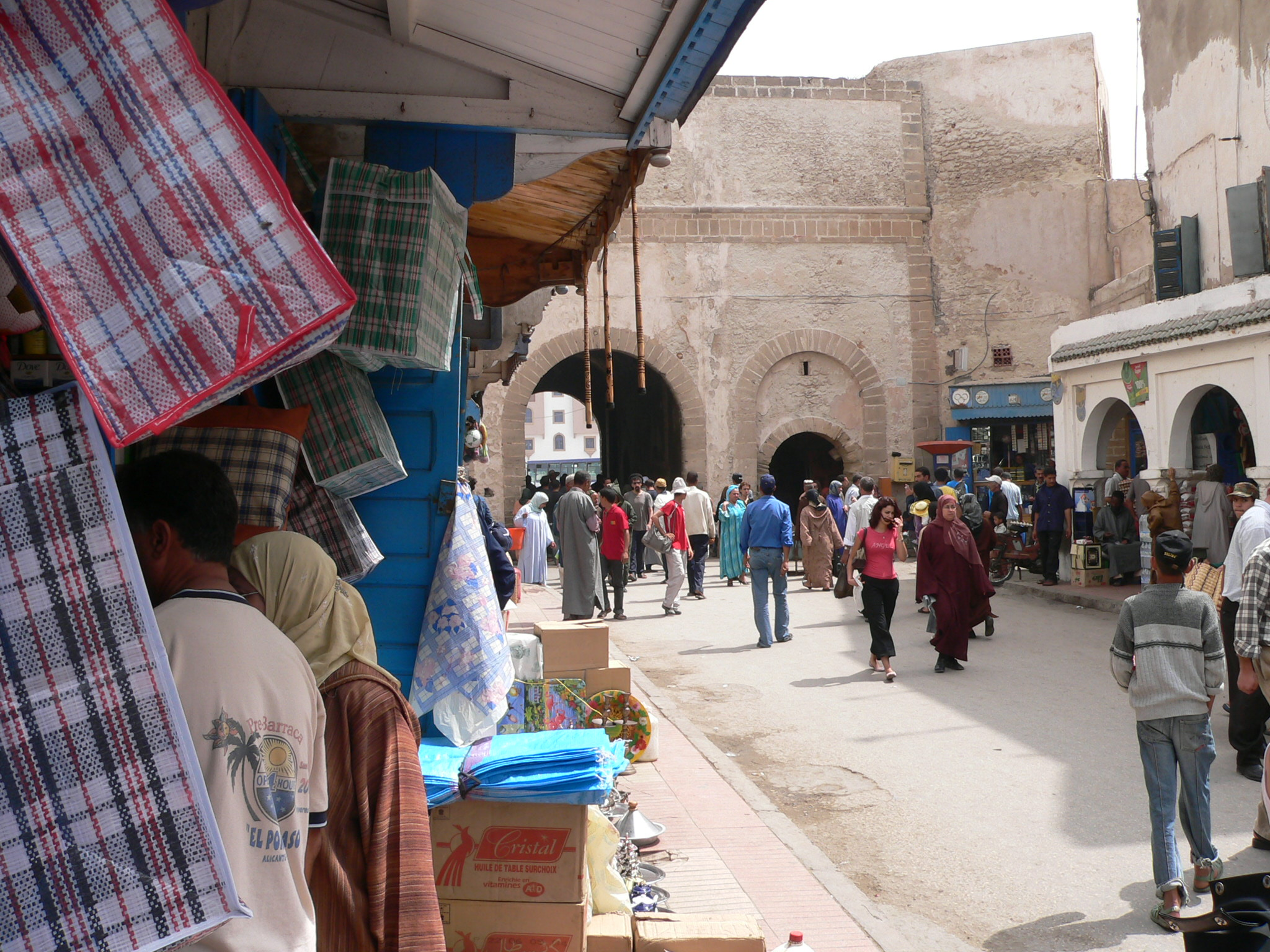
Рынок в медине
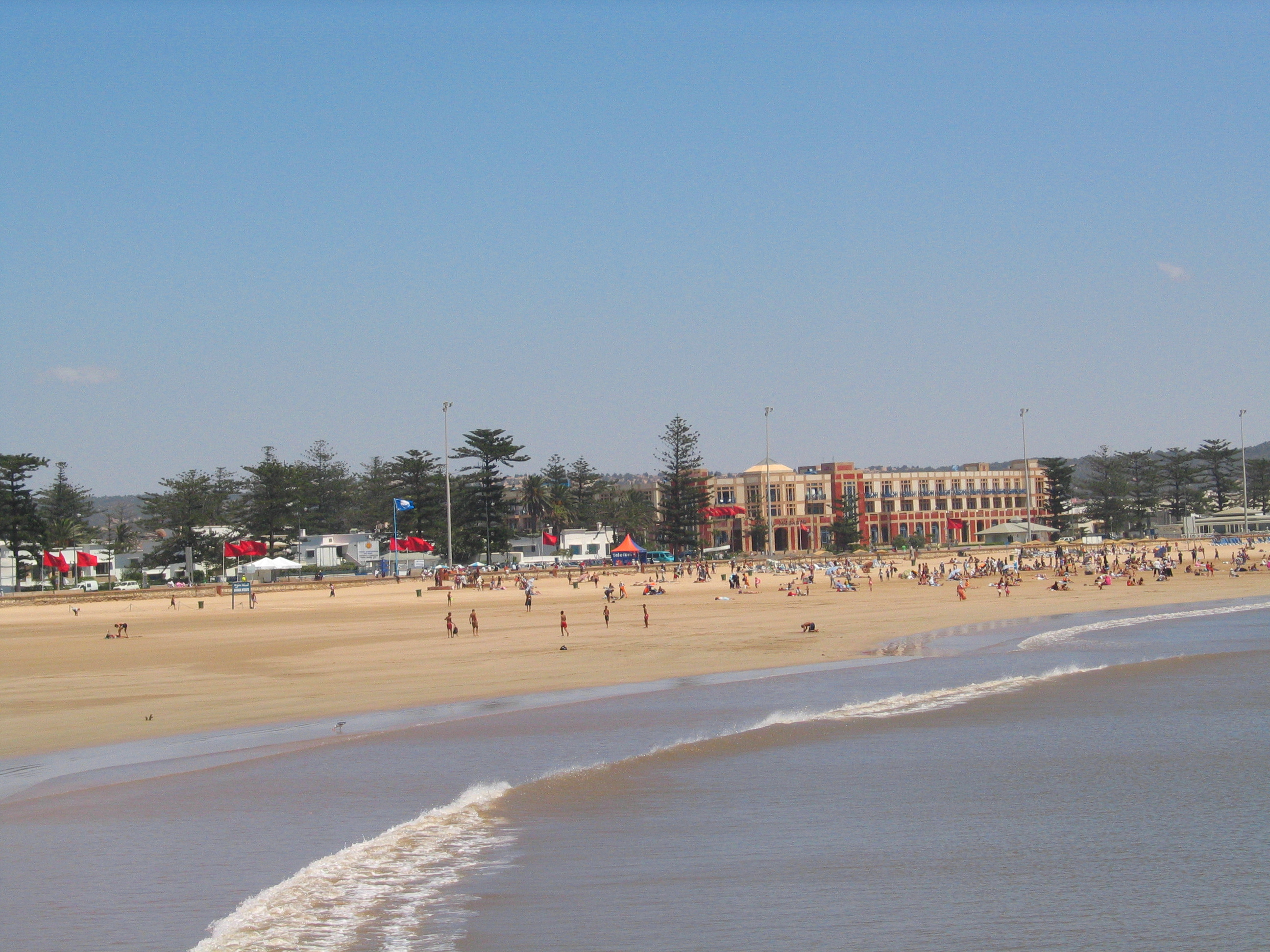
Пляж
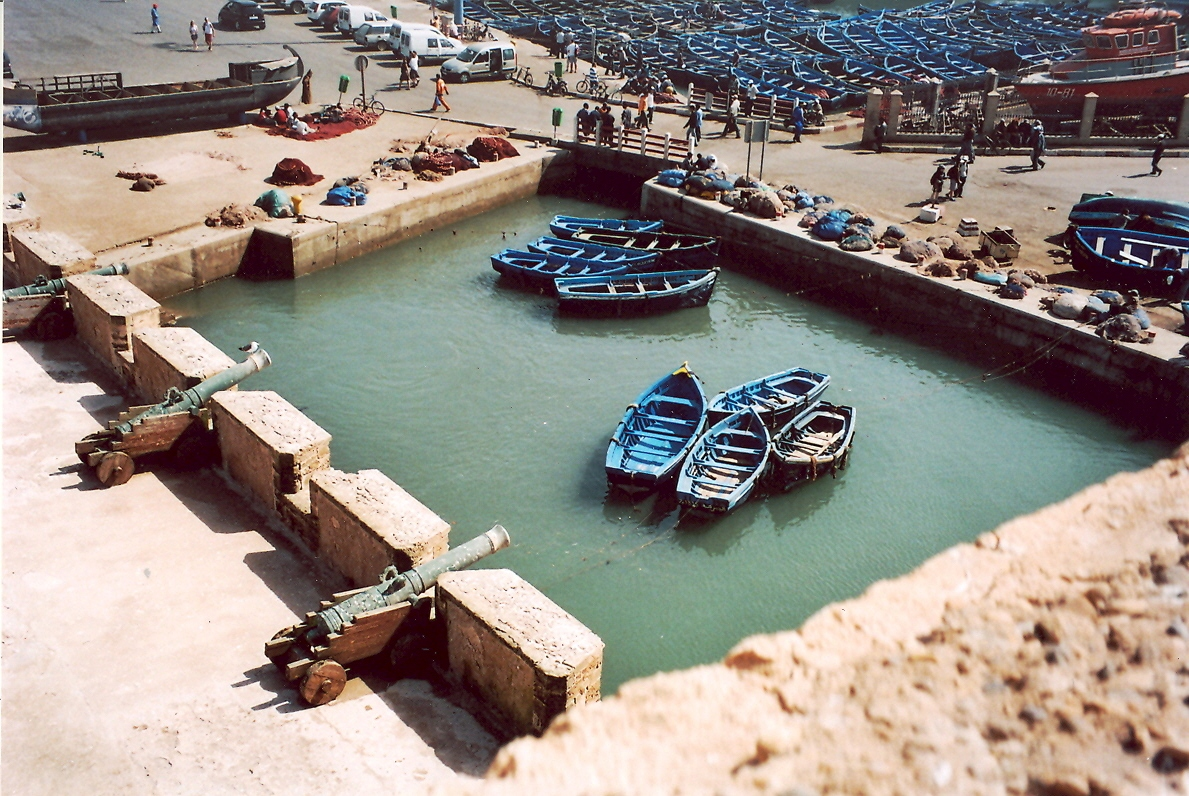
Вид с форта

## Города-побратимы
- Ла-Рошель, Франция с 1999 года
- Эттербеек, Бельгия с 2003 года
- Горэ, Сенегал с 2005 года